# 三角埔發電所
三角埔發電所，是臺灣一座已停用的水力發電廠，位於臺北市士林區天母，興建於1930年，是臺灣歷史上第一座、同時也是唯一一座利用自來水發電的水力發電廠。

## 歷史
草山水道系統將陽明山第一水源及第三水源經由天母古道的水管路送到三角埔發電所，在供應自來水的同時，也利用約200公尺的水位落差進行水力發電。「三角埔」為天母地區的舊名，三角埔發電所即因位於當時的七星郡士林庄三角埔而得名。三角埔發電所於台灣日治時期的1930年（昭和五年）6月23日興建，1931年（昭和六年）1月24日完工。原先三角埔發電所的電力是要輸送觀音山水道系統所在的水源地（現在的公館自來水博物館）作為抽取水源電力之用，後來考量到距離甚遠，運送過程中電力損耗過大，遂改為提供天母地區電力之用。目前三角埔發電所因為水源水量減少以及成本因素已不再發電，改為天母地區高地配水系統之自來水加壓站。包含三角埔發電所在內的草山水道系統，已於2003年7月20日由臺北市政府列為三級古蹟。

## 設施
三角埔發電所位於中山北路7段232巷，天母古道（水管路步道）入口左側，為一座鋼筋混凝土建築，面積約110平方公尺，建坪36.5坪，發電所的建築外觀曾經為了軍事用途而漆上迷彩，但在日本離台之後改漆成白色，現獨留懸掛在建築上的題額為迷彩色。所內設置有機電室、操作室、器物室等，其中水輪機為日立製作所製造之橫軸佩爾頓式（Pelton turbine），發電機則是日立製作所製造、發電量為500千瓦（0.5MW），當年可供應天母一帶所需電力。目前發電裝置如水輪機、配電盤、受電器、變壓器等仍然完整保存在所內，但發電機已移往自來水博物館。